# Trichrous prasinus
Trichrous prasinus är en skalbaggsart som beskrevs av Mont A. Cazier och Lacey 1952. Trichrous prasinus ingår i släktet Trichrous och familjen långhorningar.
Artens utbredningsområde är Bahamas. Inga underarter finns listade i Catalogue of Life.